# Lidia molesta
Lidia molesta är en spindelart som först beskrevs av Andrei V. Tanasevitch 1989.  Lidia molesta ingår i släktet Lidia och familjen täckvävarspindlar. Inga underarter finns listade i Catalogue of Life.